# Selma Wassermann
Selma Wassermann (25 de julio de 1929, Brooklyn) es una escritora, pedagoga e investigadora del campo de la didáctica, profesora emérita de la Facultad de Educación en la Universidad Simon Fraser destacada por su trabajo sobre el método de casos.

## Biografía
Selma Wassermann nació el 25 de julio de 1929 en Brooklyn, Nueva York, Estados Unidos.
Estudió en la Universidad de Nueva York.
En 1950, se graduó como licenciada en Ciencias Biológicas. En 1956, obtuvo una Maestría en Ciencias en la Universidad de Nueva York.
En 1962, obtuvo un Diploma en Educación en la Universidad de Nueva York.
Estudió en la Universidad de Harvard, con el profesor R. Christensen.
En 1966, se mudó a Canadá, donde comenzó a explorar el método de casos. Vive en Vancouver con su esposo pero viaja frecuentemente a Nueva York.
Desarrolla el programa de desarrollo profesional en la Universidad Simon Fraser.
Ha escrito ocho libros en el campo de la educación, varios artículos en revistas educativas sobre distintos temas pedagógicos en general, y sobre el estudio de casos en particular. Ha desarrollado cursos multimedia en CD-ROM para estudiantes de escuelas secundarias y para universidades.

## Premios y reconocimientos
- Serie de Cátedras del Presidente, 1994.
- Premio a la Excelencia en la Enseñanza de la Universidad Simon Fraser, 1989.
- Miembro de la Facultad Nacional de Humanidades de Estados Unidos, 1988.
- Invitación al Seminario de la Enseñanza con Método de Casos en 75.º Aniversario de la Escuela de Negocios de Harvard, 1986.[2]

## Publicaciones
En inglés:
- Teaching for Thinking: Theory, Strategies and Applications to the Classroom (New York. Teachers College Press, 1986) - co-author

- The Long Distance Grandmother (Hartley & Marks, 1988, 3rd edition 1990, 4th edition 2001).

- Serious Players (New York. Teachers College Press, 1990).

- Getting Down to Cases (N.Y. Teachers College Press, 1993).

- Introduction to Case Method Teaching: A Guide to the Galaxy (N.Y. Teachers College Press, 1994).

- Teaching Elementary Science: Who's Afraid of Spiders (N.Y. Teachers College Press, 1996).

- This Teaching Life: How I Taught Myself to Teach (New York: Teachers College Press, 2004).

En español:
- El estudio de casos como método de enseñanza (Amorrortu editores, 1994)[1]

## Investigaciones y Proyectos
- " Enriqueciendo el currículum de los estudios sociales con el software educativo" (Enriching Social Studies Curriculum with Educational Software). Financiada por la Fundación Vancouver.
- "La enseñanza con el método de casos en la escuela secundaria" (Case Method Teaching in the Secondary School). Financiada por el Ministerio de Educación y el Consejo de la Escuela Cowichan.
- "La evaluación auténtica" (Authentic Evaluation). Financiada por el Ministerio de Educación de Canadá.
- "Un caso para los estudios sociales" (A Case for Social Studies) - Coquitlam, B. C. Financiada por the Coquitlam School Board y el Ministerio de Educación de Canadá, con el apoyo de SFU.
- "Las escuelas son para el campo de la investigación del pensamiento" (Schools Are For Thinking Field research) junto a Nelson, Abbotsford y Cowichan. Financiada por las escuelas del distrito de Vancouver.
- "Proyecto Pienso la Ciencia" (Project Science-Thinking junto a George Ivany) Financiada por los Programas a la Excelencia en la Universidad Simon Fraser y el Consejo de Educación de Vancouver.[2]